# Hršćevani
Hršćevani falu Horvátországban Split-Dalmácia megyében. Közigazgatásilag Podbablje községhez tartozik.

## Fekvése
Splittől légvonalban 61, közúton 84 km-re keletre, Makarskától légvonalban 19, közúton 37 km-re északkeletre, a dalmát Zagora területén, Imotska krajina középső részén, Imotski városával szemben 5 km-re délnyugatra, az Imotski-mező déli oldalán fekszik. Településrészei Blažići, Kritići, Znaori, Bioići, Kasali és Potok.

## Története
A település neve a horvát „hrast” (tölgyfa) főnévből ered, (eredeti alakja talán Hrastovina lehetett) jelentése lényegében tölgyfákkal benőtt hely. A térség első ismert népe az illírek voltak. Jelenlétüket igazolják az ókorból fennmaradt halomsírok és várak maradványai. Az illír háborúk végeztével az 1. század elején e terület is Dalmácia római tartomány része lett. A békésebb idők gazdasági felvirágzást hoztak e vidék számára is. Az ókorban itt halad át a Salonából Ad Novaen, a mai Runovićon át a mai Metković mellett fekvő Narona felé menő római út, melynek maradványai ma is láthatók. A római jelenlétet főként a területén előkerült régészeti leletek bizonyítják. A kereszténység már az első századokban elterjedt ezen a területen, erről mesélnek a szomszédos Zmijavcin talált ókeresztény bazilika maradványai, melyek a 6. századból származnak. A horvátok ősei a 7. században vándoroltak be erre a vidékre. A középkori horvát állam közigazgatásában ez a terület Fehér-Horvátországhoz, azon belül az Imoti zsupánsághoz tartozott. A bencés atyák a 11. században Proložachoz tartozó Opačacnál a Vrljika-folyó forrásánál építették fel kolostorukat, innen végezték a térség lakóinak keresztény hitre térítését. A 14. századtól a hívek lelki gondozását a ferencesek vették át, akik az elpusztult kolostort újjáépítették. A török 1463-ban meghódította a közeli Boszniát, majd 1493-re már ez a terület is uralmuk alá került. Az 1699-es karlócai béke török kézen hagyta. Végleges felszabadulása csak az újabb velencei-török háborút lezáró pozsareváci békével 1718-ban történt meg. Ezután a Velencei Köztársaság fennhatósága alá tartozott. A török uralom teljes ideje alatt a hívek lelki gondozását a vrljikai ferencesek látták el, kolostoruk a 17. századtól már a Prološko blato kis Manastir nevű szigetén működött. A 16. század második felében a rend a szomszédos Kamenmoston is letelepedett, ahol saját rendházuk és kápolnájuk is volt. A podbabljei plébániát kezdetben a ferences atyák vezették, akik 1735-ig laktak Kamenmoston, ezután építették fel az új plébániaházat a plébánia központjában. A velencei uralomnak 1797-ben vége szakadt és osztrák csapatok vonultak be Dalmáciába. 1806-ban az osztrákokat legyőző franciák uralma alá került, de Napóleon lipcsei veresége után 1813-ban újra az osztrákoké lett. 1892-ben itt épült fel és kezdte meg működését a község első iskolája. 1918-ban az új szerb-horvát-szlovén állam, majd később a Jugoszláv Királyság része lett. A háború után a szocialista Jugoszláviához került. 1991 óta a független Horvátországhoz tartozik. 2011-ben a településnek 520 lakosa volt.

## Lakosság
| Lakosság változása | Lakosság változása | Lakosság változása | Lakosság változása | Lakosság változása | Lakosság változása | Lakosság változása | Lakosság változása | Lakosság változása | Lakosság változása | Lakosság változása | Lakosság változása | Lakosság változása | Lakosság változása | Lakosság változása | Lakosság változása |
| ------------------ | ------------------ | ------------------ | ------------------ | ------------------ | ------------------ | ------------------ | ------------------ | ------------------ | ------------------ | ------------------ | ------------------ | ------------------ | ------------------ | ------------------ | ------------------ |
| 1857               | 1869               | 1880               | 1890               | 1900               | 1910               | 1921               | 1931               | 1948               | 1953               | 1961               | 1971               | 1981               | 1991               | 2001               | 2011               |
| 0                  | 0                  | 0                  | 0                  | 0                  | 0                  | 0                  | 0                  | 0                  | 0                  | 0                  | 493                | 566                | 523                | 421                | 392                |

(Lakosságát 1857-től 1961-ig Zmijavcihoz, 1869-ben és 1921-ben Runović településhez számították.)

## Nevezetességei
- Jézus és Mária szíve tiszteletére szentelt kápolnája.
- Római út maradványai a falu Kamenmost felé eső határában.

## Oktatás
1892-ben itt nyitották meg a község első iskoláját.

## Egyesületek
A település sportegyesülete a „Japona” kispályás labdarúgóklub.